# Landtagswahl in Rheinland-Pfalz 1967
- SPD: 39
- FDP: 8
- CDU: 49
- NPD: 4

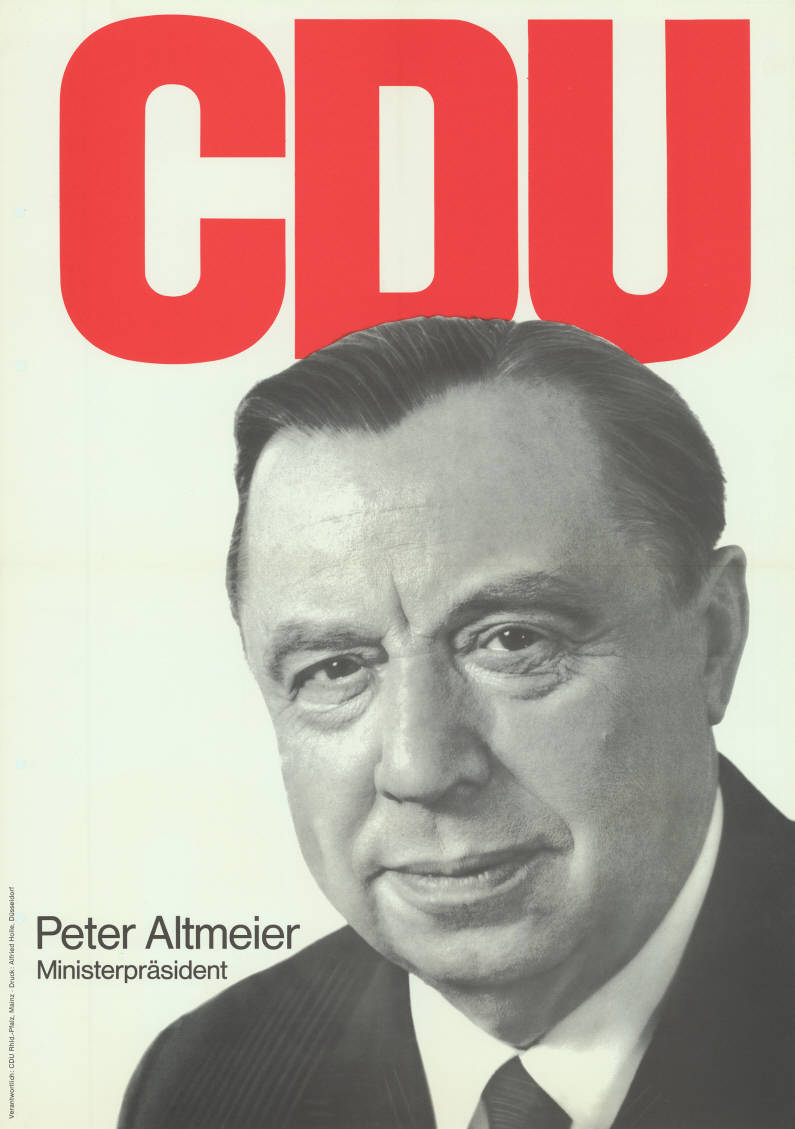
Wahlplakat der CDU mit Spitzenkandidat Altmeier

Die Landtagswahl in Rheinland-Pfalz 1967 fand am 23. April statt. Es traten nur fünf Parteien zur Wahl an: CDU, SPD, FDP, NPD und DFU. Die CDU konnte ihre Position als stärkste Partei ausbauen, verfehlte aber knapp die absolute Mehrheit. FDP und SPD mussten Mandatsverluste hinnehmen. Die NPD schaffte auf Anhieb den Einzug in den Landtag und wurde zur zweiten Oppositionspartei neben der SPD. Als einzige Partei schaffte die Deutsche Friedens-Union nicht den Sprung in den Landtag. Die von Ministerpräsident Peter Altmeier geführte Koalition von CDU und FDP wurde fortgesetzt.

## Ausgangslage
Einer von Ministerpräsident Peter Altmeier geführten Koalition von CDU und FDP stand die SPD als Oppositionspartei im Parlament gegenüber.

## Wahlergebnis
Landtagswahl am 23. April 1967
Wahlberechtigte: 2.387.307
Wähler: 1.872.966 (Wahlbeteiligung: 78,46 %)
Gültige Stimmen: 1.843.959 
 Ungültige Stimmen: 29.007 (1,55 %)
| Partei | Stimmen   | Anteil in % | Sitze | Sitze 1963 |
| CDU    | 861.142   | 46,70       | 49    | 46         |
| SPD    | 679.177   | 36,83       | 39    | 43         |
| FDP    | 153.089   | 8,30        | 8     | 11         |
| NPD    | 127.680   | 6,92        | 4     |            |
| DFU    | 22.871    | 1,24        |       |            |
| Total  | 1.843.959 |             | 100   | 100        |

→ Liste der Mitglieder des Landtages Rheinland-Pfalz (6. Wahlperiode)

## Nach der Wahl
Nach der Wahl wurde noch einmal Peter Altmeier Ministerpräsident.
Er bildete das Kabinett Altmeier VI. Am 19. Mai 1969 löste Helmut Kohl ihn ab und regierte dann bis Herbst 1976 (Kabinett Kohl I, Kabinett Kohl II, Kabinett Kohl III).